# Enargit
Az enargit (réz-arzenoszulfid) réztartalmú rombos kristályrendszerű, a szulfidos egyes kénanionnal rendelkező ásványegyüttesek közé tartozik. Zömök oszlopos vagy táblás, kockatermetű kristályokban, tömeges halmazokban fordul elő. Előfordulnak szépen fejlett kristálycsoportokban is. Gyakoriak a hármas ikerkristályai.

## Kémiai és fizikai tulajdonságai
- Képlete: Cu3AsS4
- Szimmetriája: rombos kristályrendszerben, több tengely és lapszimmetriája létezik.
- Sűrűsége: 4,5 g/cm³.
- Keménysége: 3,5 (a Mohs-féle keménységi skálán).
- Hasadása: kitűnően hasad a kristálylapok mentén.
- Színe: szürkésfekete, vasfekete, friss törési felülete ibolyaszínű.
- Fénye: fémes vagy félig fémes.
- Átlátszósága: opak.
- Pora:  szürkésfekete.
- Elméleti réztartalma:  48,3%.
- Elméleti arzéntartalma:  19,1%

## Keletkezése
Hidrotermás eredetű. Keletkezése során a mélyből feltörő oldatok átitatják a környező kőzetféleségeket, azokat átalakítják.
Hasonló ásvány: a sötét színű szfalerit.

## Előfordulása
Ritkábban előforduló rézércfajta, melynek arzéntartalmát is hasznosítják. Telepszerű előfordulásai nagy mennyiségben találhatók Jugoszláviában Bor, Chilében, a Fülöp-szigeteken, Oroszországban az Ural-hegységben, az Amerikai Egyesült Államokban Utah és Montana területén, Mexikóban, Peruban, Argentínában, Namíbiában. Jelentős volt a Szardínia-szigetén az enargitban gazdag ércek bányászata.

## Előfordulásai Magyarországon

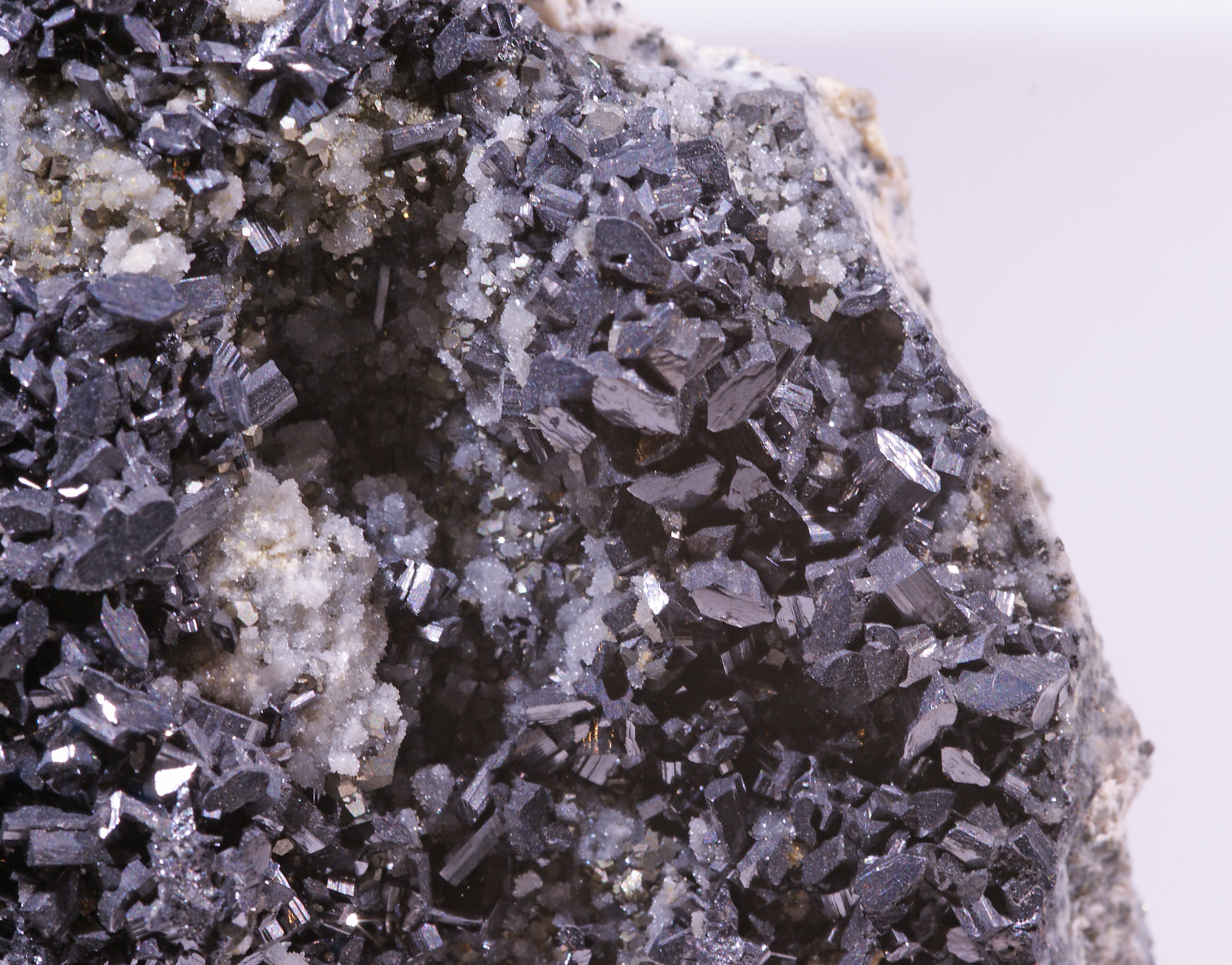
Enargit

Nagyobb mennyiségben Recsken bányászták, ott a megkutatott de felhagyott mélyszinti ércesedésben is előfordul, a Velencei-hegységben ahol 20 km² területű vulkanikus területen és az azt környező utóvulkanikus környezetben több helyen előfordul, így Nadapon és Pátkán ahol bányászták is, de a bányászat gazdaságtalansága miatt a termelést beszüntették.

## Kísérő ásványok
Pirit, szfalerit, bornit, kalkozin, tetraedrit.